# Johannes Herzog
Pour les articles homonymes, voir Herzog.
Johannes Herzog (von Effingen), né le 17 janvier 1773 à Effingen et mort le 21 décembre 1840 à Brugg, est un homme d'affaires suisse et une personnalité politique, membre du parti libéral. Il est le grand-père du général Hans Herzog.

## Biographie
Ce fils d'un vendeur de coton va à l'école primaire d'Effingen et de Brugg. Il part ensuite à Moudon, où il reçoit une éducation francophone et est formé dans le commerce. En 1789, il se marie et devient marchand de textile. Herzog s'installe à Brugg et obtient des droits civiques contre 1 500 florins. En 1800, il fonde une filature de coton à Aarau. Dix ans plus tard, il est le premier producteur du canton. Il demande à Hans Caspar Escher de lui faire bâtir une villa.
Après que les Français ont envahi la Suisse en mars 1798, Herzog devient membre du Grand Conseil, le parlement de la République helvétique. Pendant la Deuxième Coalition l'année suivante, il prend la fonction de commissaire suisse au haut commandement français. Après un coup d'État en 1800, il perd sa place au Grand Conseil mais devient pour trois mois Stathouder de l'Argovie, jusqu'à sa démission à cause de l'instabilité politique.
Après la fondation du canton d'Argovie en 1803, il est élu au Grand Conseil et appartient au mouvement libéral. En 1807, il intègre le Petit Conseil, qui forme le gouvernement du canton. 
L'incapacité à réformer le gouvernement aboutit en décembre 1830 au Freiämtersturm mené par Johann Heinrich Fischer qui contraint le gouvernement à démissionner. L'année suivante, Herzog fait à nouveau partie du gouvernement. Comme la nouvelle constitution de 1831 envisage pour la première fois la séparation des pouvoirs, il le quitte et reste jusqu'à sa mort membre du Grand Conseil qu'il préside pendant treize ans.